# Batrachospermales
Batrachospermales, red crvenih algi u razredu Florideophyceae, dio je podrazreda Nemaliophycidae. Oko 270 vrsta priznato je u dvije porodice. Ime je došlo po rodu Batrachospermum.

## Porodice
1. Batrachospermaceae C.Agardh 213
2. Lemaneaceae C.Agardh 61